# Aşıklı Höyük
Aşıklı Höyük est un site archéologique situé en Cappadoce, à environ 25 km au sud-est de la ville d'Aksaray, en Turquie. Ce village a été occupé à partir de la fin du IXe et durant la plus grande partie du VIIIe millénaire av. J.-C., durant le Néolithique acéramique, phase contemporaine du Néolithique précéramique B du Levant.

## Historique
Les recherches scientifiques sur le site ont été initiées par Ian A. Todd, dont la première visite sur place date de 1964,.
Cependant, les fouilles n'ont débuté qu'en 1989 et étaient motivées par le fait que la zone était menacée d'inondation en raison d'une modification dans la gestion des eaux du lac artificiel de Mamasın. Cette menace ne s'est finalement pas concrétisée. Ces recherches ont été menées par plusieurs archéologues de l'université d'Istanbul : d'abord par Ufuk Esin jusqu'en 2001, puis par Nur Balkan Atlı jusqu'en 2003. Lors de cette phase, environ 4 200 m2 ont été fouillés, soit 12,5 % de la surface du site.
Une nouvelle phase de fouilles est menée depuis 2010 sous la direction de Mihriban Özbaşaran.
Un parc archéologique a été créé autour du site, incluant la reconstitution d'un quartier domestique. Une structure couvre une partie des zones fouillées.

## Chronologie
L'ancienneté du village a été reconnue très rapidement, notamment grâce aux datations par le carbone 14. Ces dernières, réalisées sur des éléments provenant de trois des douze phases d'occupation, permettent de situer la fréquentation du village entre 8 200 et 7 400 / 7 000 av. J.-C.,. Cette période est celle de l'Anatolie centrale ancienne II qui est contemporaine du Néolithique précéramique B moyen. 
Plusieurs grands niveaux sont distingués :
- niveau 1 : 7 500 - 7 400 av. J.-C.
- niveau 2 (phase 2a à 2j) : 8 000 - 7 500 av. J.-C.
- niveau 3 (phase 3a à 3c) : 8 200 - 8 000 av. J.-C.

Aşıklı Höyük est le plus ancien village connu dans la région bien que celle-ci était fréquentée dès le Paléolithique, notamment pour l'exploitation de l'obsidienne.

## Environnement
Le village se situe dans une boucle de la rivière Melendiz, dans une vallée de moyenne altitude (1 199,5 m). Le substrat géologique de l'ensemble de la région est constitué de tufs volcaniques.
L'environnement est et était favorable à l'implantation des communautés humaines puisque les sols sont fertiles et l'eau est assez facilement disponible.
Parmi les autres ressources importantes disponibles à peu de distance, on trouve notamment l'obsidienne du Göllüdağ, d'Acıgöl et du Nenezi Dağ

## Architecture et organisation du site
Le village s'étend sur 4 ha et a été partiellement détruit par la rivière. Sa population est estimée à quelques centaines de personnes.
À l'image des autres tells, le site se caractérise par des phases de reconstructions successives des maisons sur les fondations non arasées des maisons précédentes. Aşıklı Höyük se distingue par le fait que la structure des maisons et leur orientation ne différait pas du tout d'une phase à l'autre, contrairement à des sites au moins en partie contemporains comme Çayönü,. La durée d'occupation des structures avant leur destruction partielle et une nouvelle phase de construction est inconnue. Si on l'estime à 30-60 ans, comme à Çatal Höyük, alors certains bâtiments montrent des phases de reconstruction pendant 240 à 480 ans.
Les bâtiments sont semi-souterrains et construits en briques crues. Leurs caractéristiques comprennent des foyers, une petite plate-forme, des meules et des fosses funéraires. Avec le début du VIIIe millénaire avant notre ère, des changements ont eu lieu dans l'architecture et les modèles de peuplement. Des structures rectangulaires ont remplacé les bâtiments ovales et semi-souterrains. Ces bâtiments rectangulaires étaient pour la plupart à une seule pièce. Bien que peu nombreux, des bâtiments à deux ou trois pièces sont également présents. Vers la fin de l'occupation des colonies, les bâtiments ont commencé à se regrouper. Les grappes de bâtiments, génératrices de quartiers, étaient séparées par des espaces étroits ou des passages avec accès aux dépotoirs communaux.
Les bâtiments sont regroupés en quartiers qui partagent les mêmes cours intérieures. Ces dernières étaient dévolues à différentes activités, notamment la préparation de la cuisine et probablement la prise des repas, mais aussi le travail de l'obsidienne ou encore le travail des peaux d'animaux,. 
Les limites et les relations entre ces différents quartiers sont méconnues en raison de l'état de conservation de ces espaces et en raison du fait que certains se trouvent sous les bermes qui entourent les espaces fouillés.
Les quartiers sont séparés par des allées étroites mesurant de 0,5  à   1 m de large ou par des cours ouvertes pouvant mesurer jusqu'à 4 mètres de diamètre.
Il n'y a aucune structure de stockage. Toutefois, la comparaison avec d'autres sites comme Çatal Höyük suggère que certaines pièces ont pu être employées à cette fin.
Les pièces des maisons sont petites puisqu'elles ne mesurent que 12 m2 en moyenne. Elles sont regroupées par 5 ou 6 et sont reliées les unes aux autres par des ouvertures. Par contre, il n'y a pas d'ouverture qui donne sur l'extérieur. L'accès se faisait donc sans doute par les toits, à l'image de ce qui est connu à Çatal Höyük. 
Il y a également des bâtiments de plus grandes dimensions mais dépourvus de foyers. Ils sont interprétés comme des bâtiments publics. Leur structure interne diffère également de celle des autres bâtiments. L'un d'entre eux ("complex HV") est 20 fois plus grand que le plus grand bâtiment "normal". Il s'étend sur 500 m2. Ces structures sont constituées de pièces multiples et possèdent de larges cours intérieures. Leurs murs sont plus massifs que ceux des autres bâtiments. Leur interprétation reste encore peu claire à ce jour, mais ces bâtiments avaient visiblement des fonctions distinctes des autres structures. Il ne s'agit pas d'une spécificité d'Aşıklı Höyük puisque de tels bâtiments sont connus dans des sites contemporains comme Nevalı Çori, Behida ou encore 'Ain Ghazal,.
Les foyers apparaissent dans 30 à 40 % des pièces fouillées. Ils sont rectangulaires et généralement placés dans un des coins d'une des pièces. Ils mesurent de 0,5  à   3 m²,,. Par contre, il n'y a aucun véritable four.

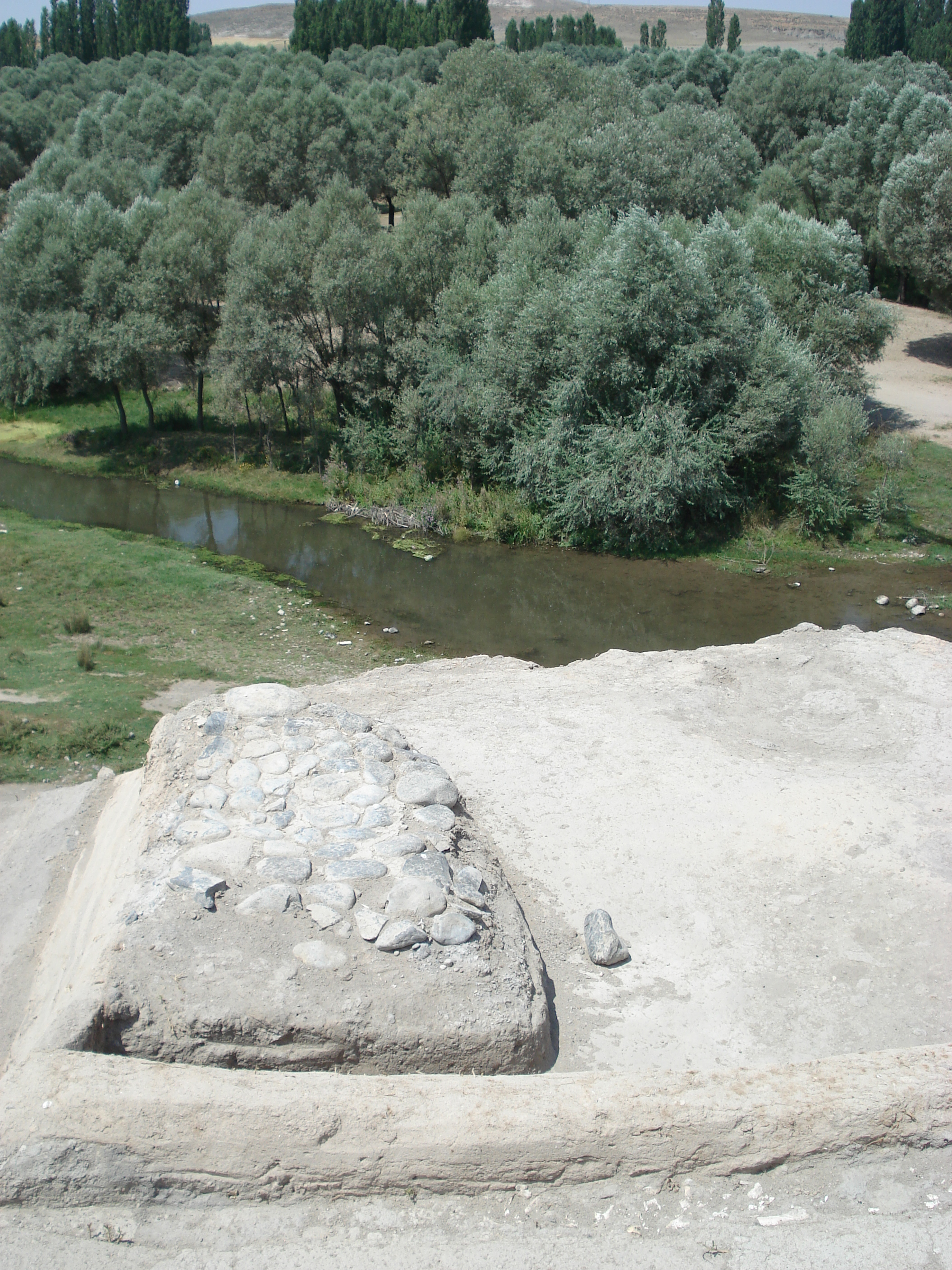
Au premier plan, foyer dans une maison, au second plan, la rivière Melendiz.
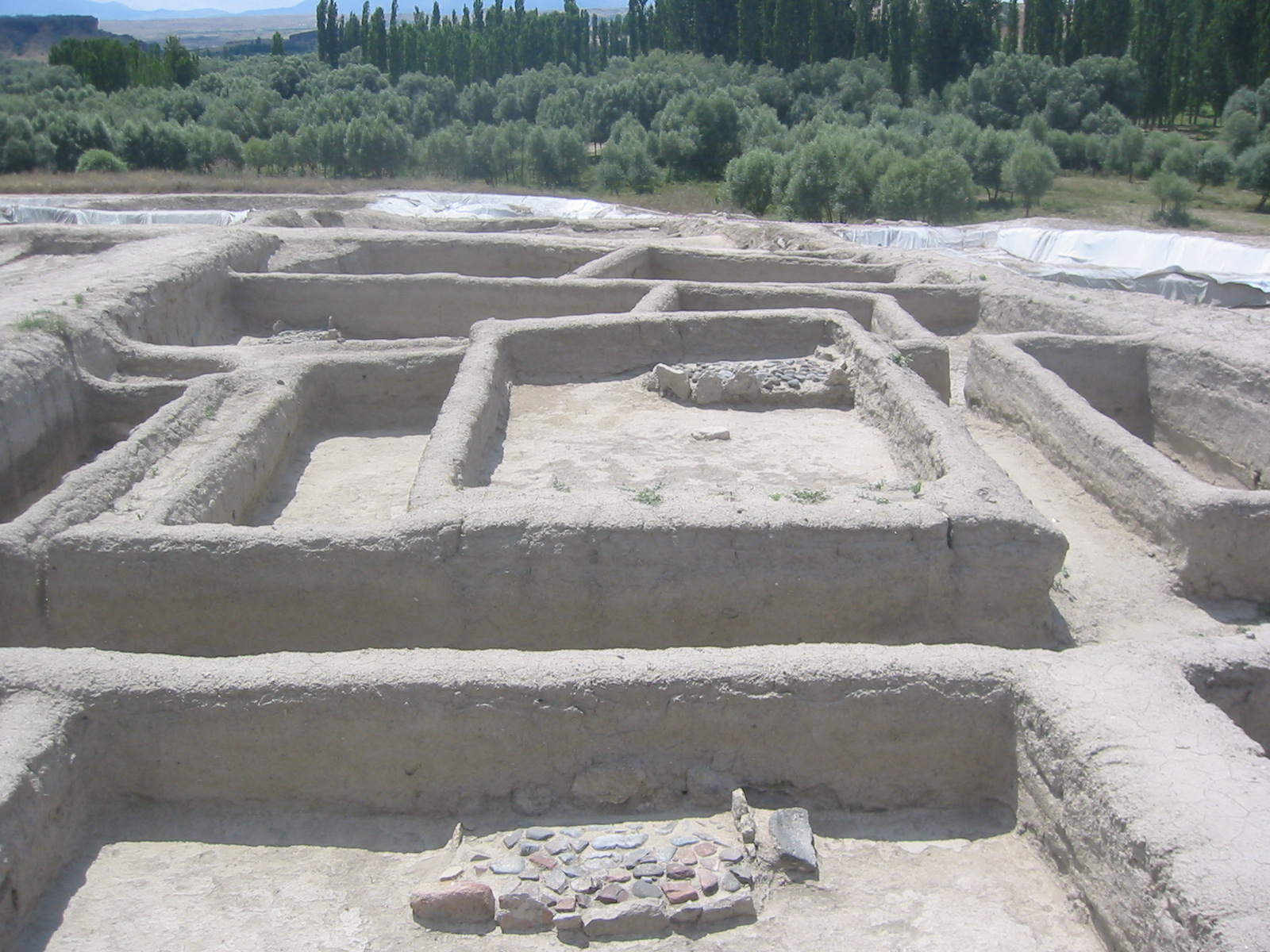
Vue générale des fouilles.
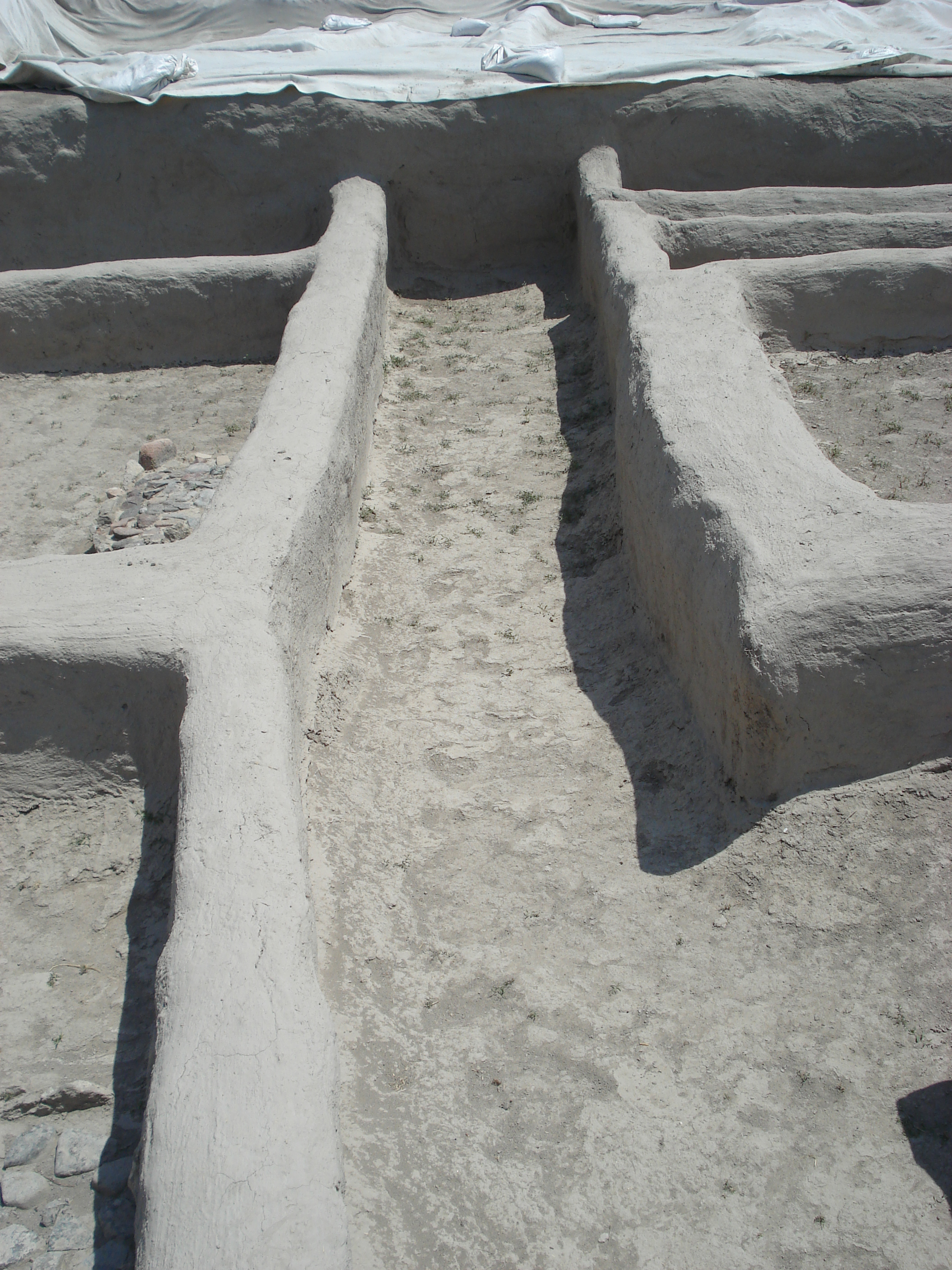
Bâtiments découverts lors des fouilles.
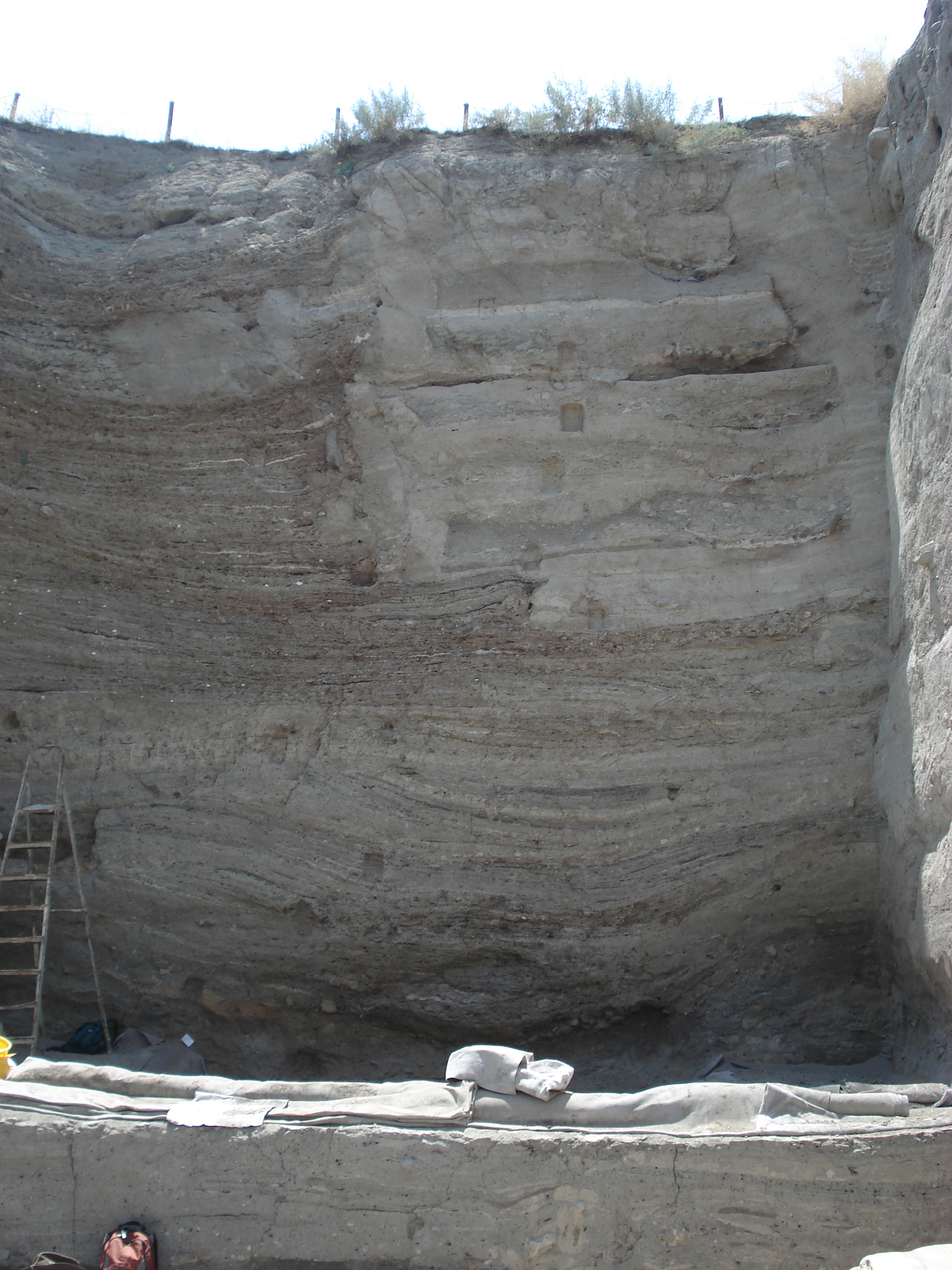
Sondage profond montrant les reconstructions successives sans modification de plan.
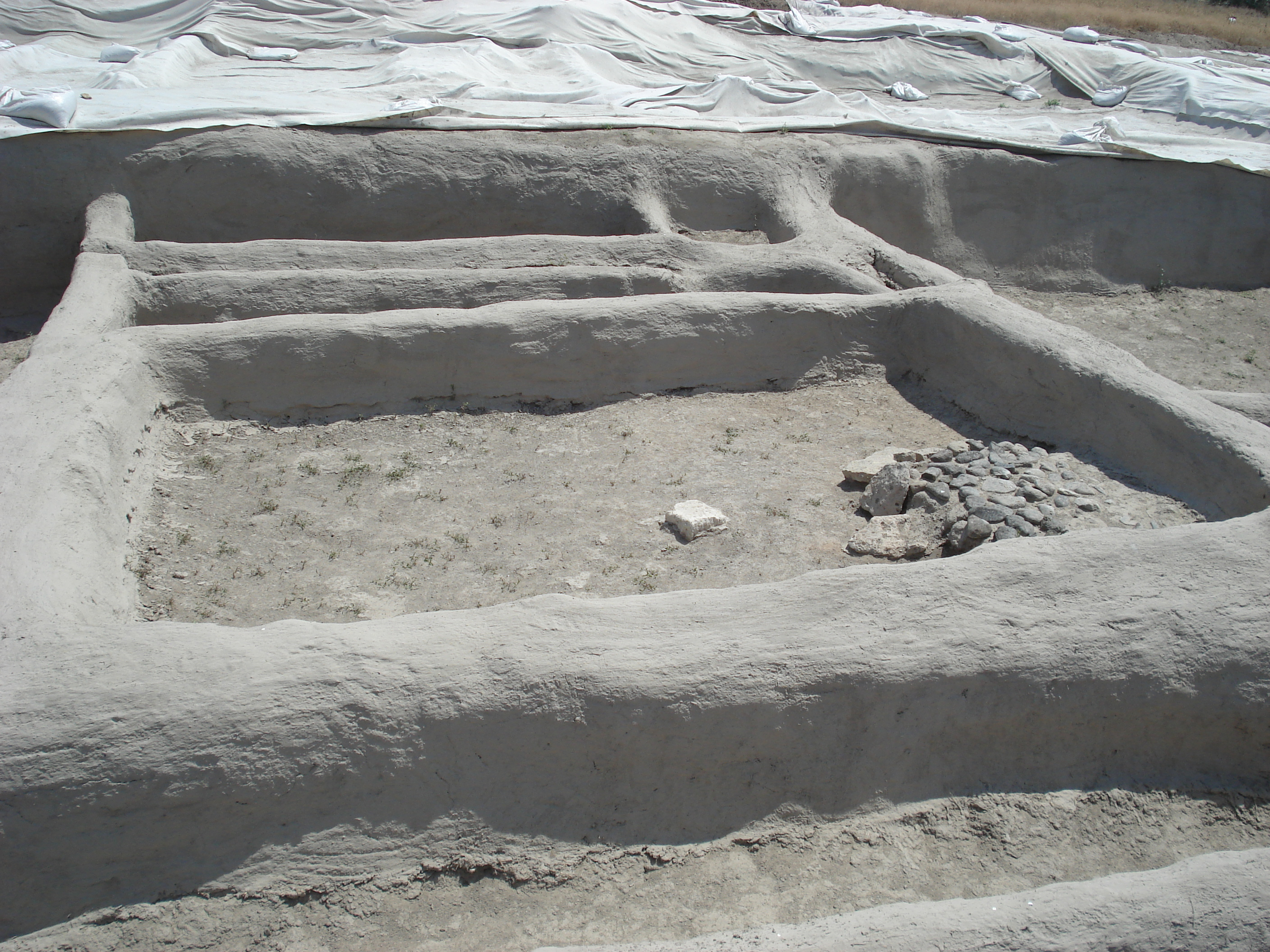
Foyer dans une maison.
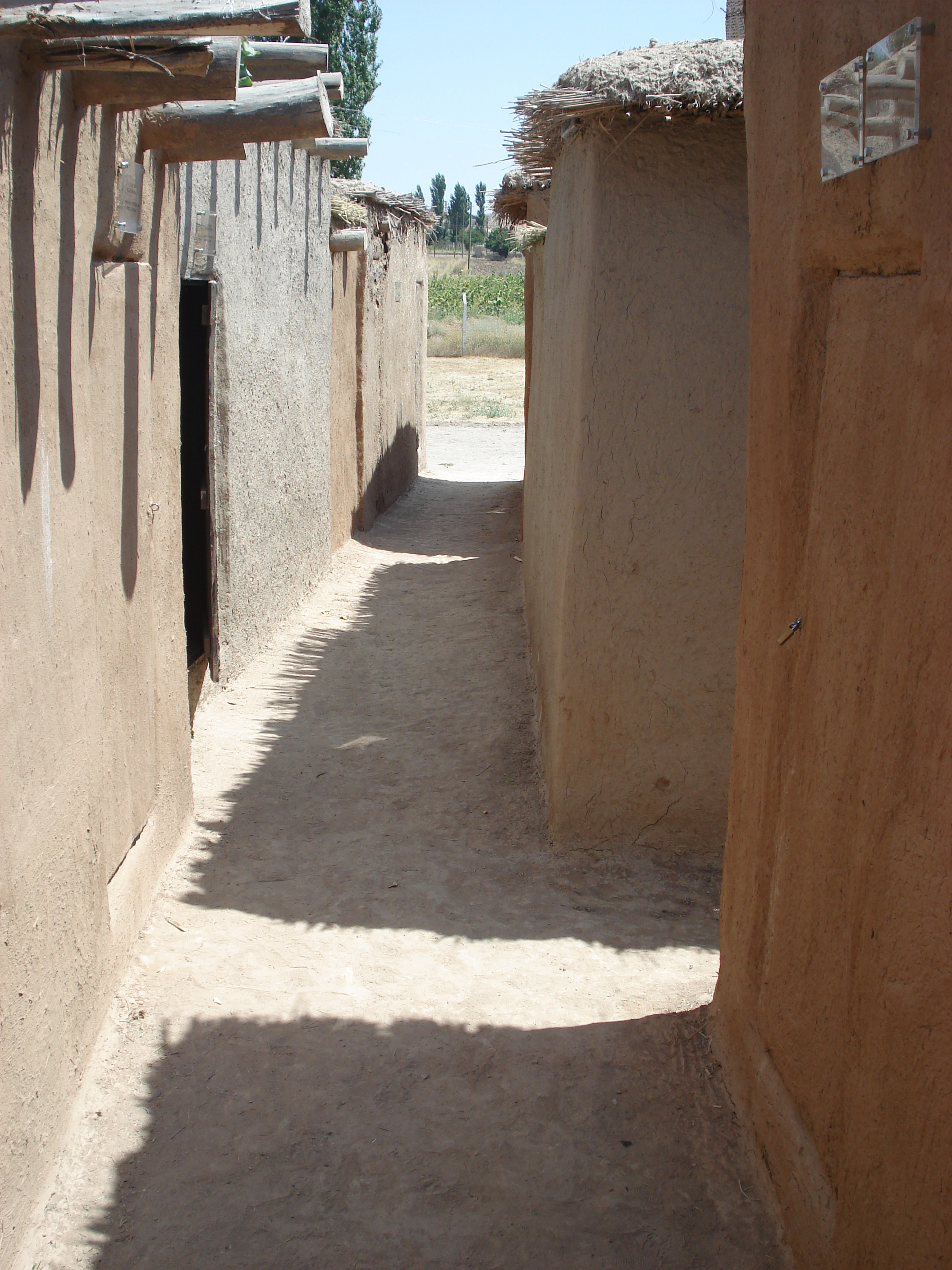
Reconstitution des maisons.
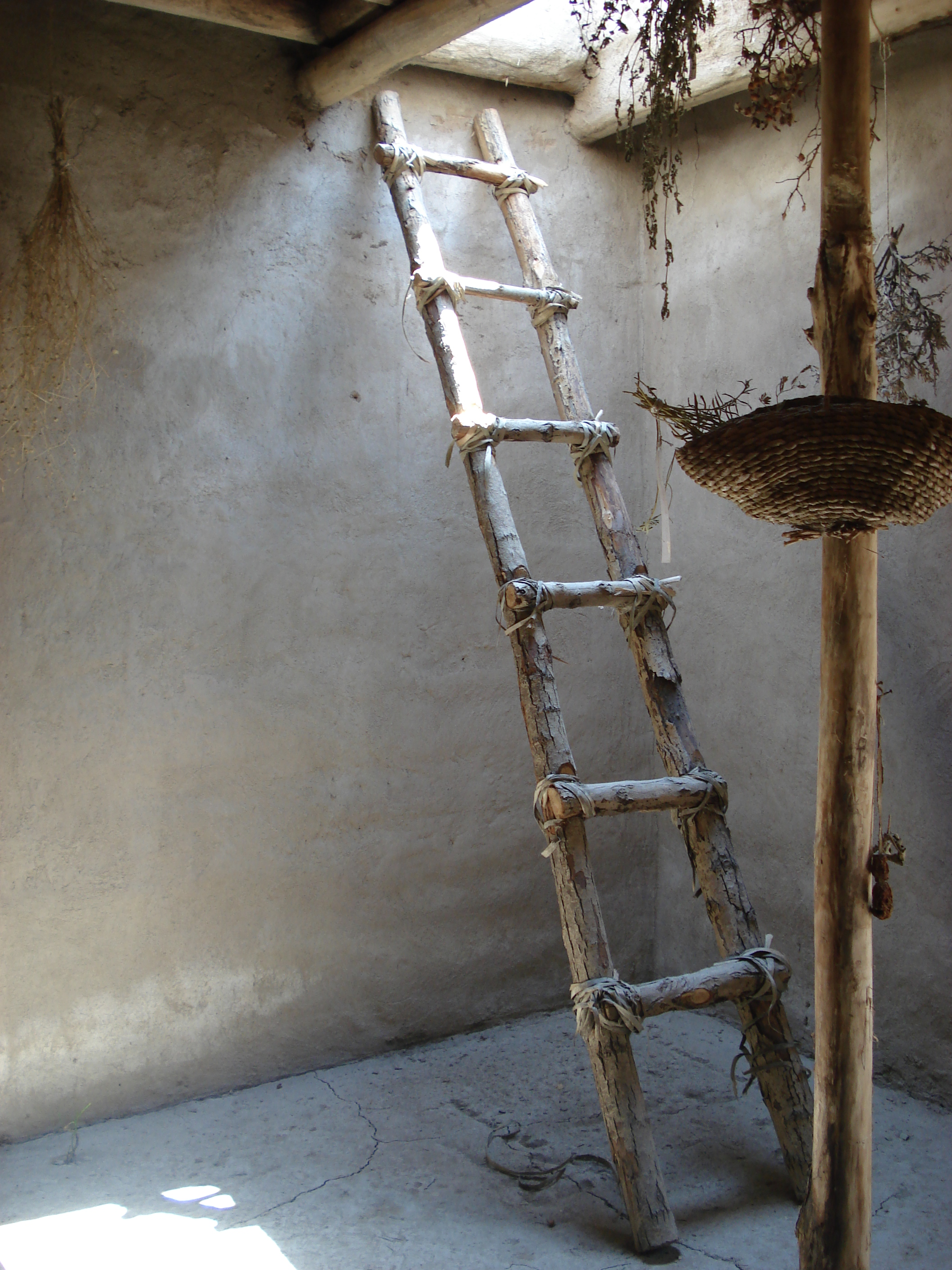
Reconstitution de l'entrée d'une maison par le toit.
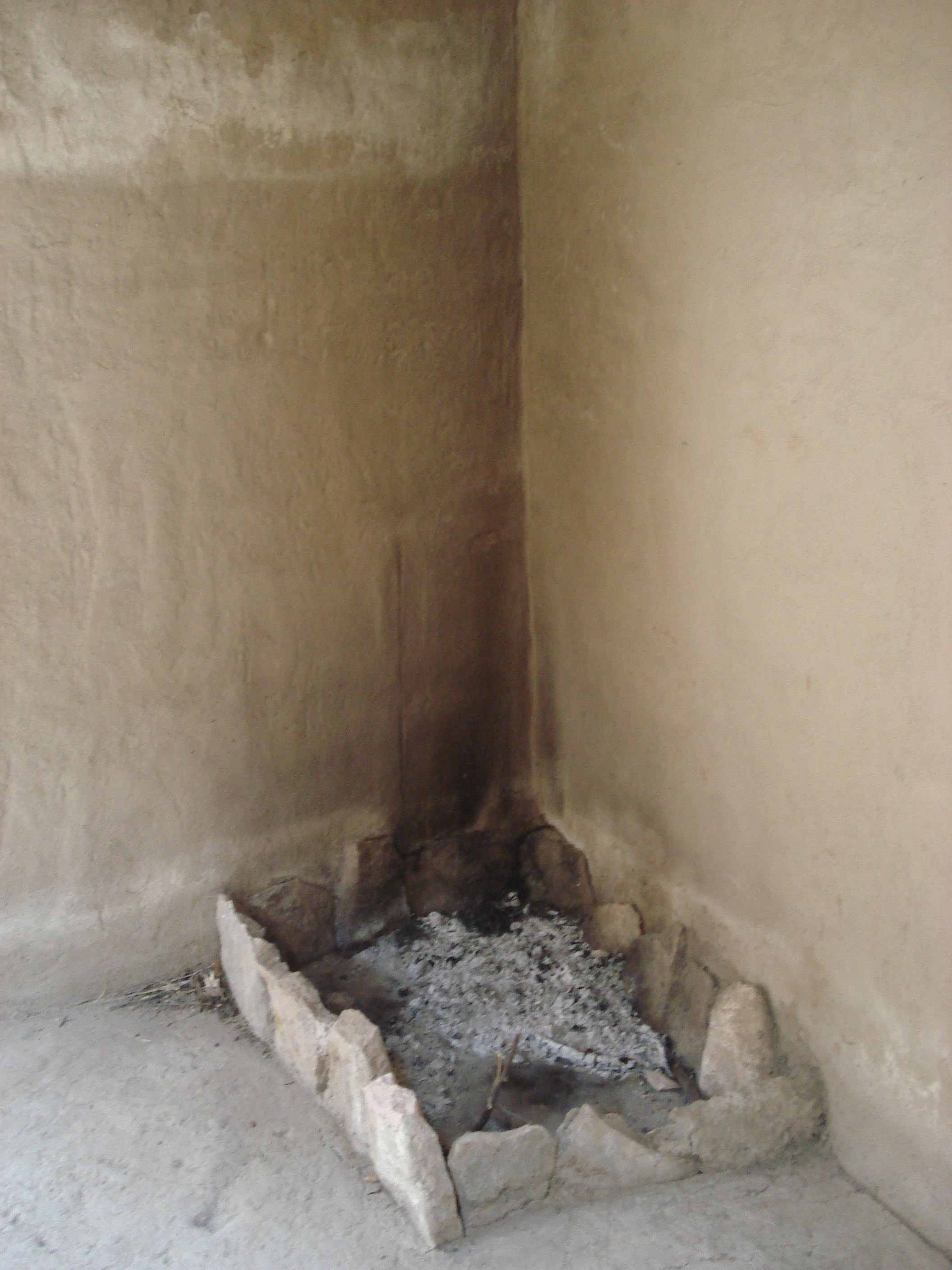
Reconstitution d'un foyer.

## Les objets découverts sur le site

### L'outillage en pierre taillée
En dehors de quelques éléments en silex importés d'une autre région, l'outillage en pierre taillée est exclusivement réalisé en obsidienne. Malgré l'abondance des éléments en cette matière sur ce site et malgré la proximité des gisements dont elle provient, il n'y a pas de preuve qu'il ait pu constituer un centre de production dont les produits auraient été distribués dans toute la Cappadoce et au-delà.
Les lames issues des débitages naviformes produites dans les ateliers autour notamment du Göllüdağ, tels que ceux fouillés à Kaletepe, qui sont distribuées vers les régions méridionales, jusqu'à Chypre, ne sont pas documentées sur le site. La technique de la pression y est également inconnue.
Certaines traditions dans l'outillage trouvent vraisemblablement leur origine dans celui des chasseurs-cueilleurs du Mésolithique, par exemple les géométriques et les demi-lunes microlithiques et la méthode du microburin.
On trouve des pointes à dos abattu ayant servi à des fonctions multiples. Leur typologie les rapproche de celles contemporaines du Néolithique précéramique B, mais ces dernières sont obtenues par des méthodes nettement plus complexes,.
Les grattoirs sont abondants.
Le site témoignerait donc d'un syncrétisme de différentes traditions, celles des chasseurs-cueilleurs d'Anatolie centrale et celles des premiers agriculteurs-éleveurs du nord de la Mésopotamie et du Levant.

### Parures, figurines
L'obsidienne a également été employée pour la réalisation d'un bracelet dont seul un fragment s'est conservé. L'analyse de ce dernier a montré sa régularité extrême et témoigne du niveau technique exceptionnel des artisans qui l'ont réalisé. Cet objet n'a peut-être pas été réalisé localement mais proviendrait de l'est de l'Anatolie.
Quelques perles en cuivre ont également été découvertes. Elles sont en cuivre natif.
Il n'y a qu'une seule figurine. Elle est en terre-cuite et représente un animal.

## Économie et mode de vie
Aşıklı Höyük est le premier grand site sédentaire de la région. 
La population vivait au moins en partie d'agriculture et d'élevage, mais la chasse avait sans doute un rôle important. En outre, les ossements d'espèces domestiques découverts dans le site correspondent à des animaux encore peu différenciés par rapport à leurs ancêtres sauvages.
Selon Henk Woldring, les céréales domestiques découvertes dans le site n'auraient pas été cultivées localement mais auraient été importées d'une autre région.
Le site correspond donc à une phase de transition vers la domestication. Une étude de 2019 fondé sur les concentrations en sels issus de l'urine a permis d'établir que durant le millénaire d'occupation du site, 1 790 ± 510 humains et têtes de bétail se trouvaient chaque jour sur le site. Cette méthode d'analyse était utilisée pour la première fois, et un affinement de la méthode pourrait par la suite fournir des résultats plus précis.
Les données archéozoologiques attestent d'une chasse à large spectre au cours du IXe millénaire avant notre ère, y compris une variété de petites proies, d'oiseaux et de poissons, bien que l'accent ait toujours été mis sur les moutons et les chèvres. Des analyses de micromorphologie et de chimie du sol, ainsi que la présence de couches d'excréments primaires attestent du fait que les animaux étaient gardés sur place, à l'intérieur d'enclos de bois d'acacia et de torchis. Les données archéozoologiques, ainsi que l'analyse isotopique montrent que les caprins, en particulier les moutons, ont été gardés dans la colonie dès les premiers niveaux. La communauté avait la connaissance et l'expérience de la culture des plantes et de la culture des céréales sauvages et domestiques. Les plantes sauvages, les légumineuses et les fruits faisaient partie des plantes cueillies.

## Les pratiques funéraires

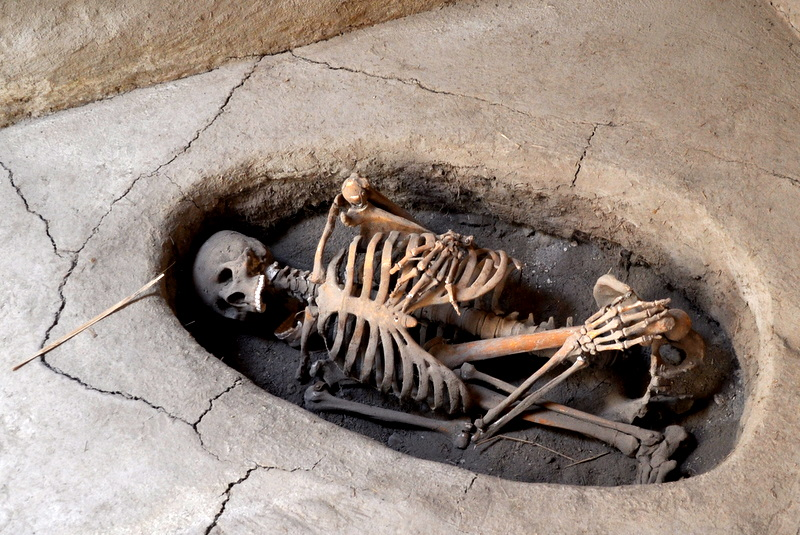
Inhumé en position fœtale

Les différentes campagnes de fouilles ont permis d'exhumer 70 corps enterrés sous certaines des 400 structures fouillées. Ils étaient placés dans des fosses creusées dans le sol sous les planchers des bâtiments alors que les maisons étaient encore utilisées.
Aucune sélection évidente n'apparait dans les personnes inhumées : on trouve des femmes et des hommes de tous âges et des enfants.
La position des corps, l'orientation des tombes et le nombre de corps dans chaque tombe varient,. 
Certains des hommes avaient atteint l'âge de 55-57 ans alors que la majorité des femmes sont décédées à l'âge de 20-25 ans. Les enfants représentent plus du tiers des inhumés, près de la moitié étant décédés avant l'âge d'un an.
Plus de la moitié des corps, adultes et enfants confondus, montrent des signes d'une exposition au feu.
Bien que cette tradition n'ait pas été sujette à changement pendant des centaines d'années, de nouvelles pratiques sont apparues au cours des derniers niveaux d'occupation du site. Les morts n'ont pas été enterrés avec des objets de parure personnelle au milieu du IXe millénaire avant notre ère. Cependant, des changements peuvent être observés vers le milieu du VIIIe millénaire lorsque certains individus sont retrouvés enterrés avec des ornements.
De nombreuses sépultures contiennent des objets, le plus souvent des colliers et des bracelets constitués de perles dans différents matériaux.
Quelques tombes se distinguent par un remplissage de plâtre, une pratique qui est aussi connue dans l'est de l'Anatolie.
Étant donné le nombre de sépultures par rapport à l'extension du site, seule une partie des habitants étaient inhumés sous le sol des maisons à leur décès. Le traitement des corps des autres membres du village est totalement inconnu.